# Hollis Thompson
Keith Hollis Thompson II (Los Angeles, 3 aprile 1991) è un cestista statunitense.